# Erik Meijaard
Erik Meijaard (* 1967 in Haarlem, Niederlande) ist ein niederländischer Biologe und Naturschützer. Sein Forschungsschwerpunkt sind die Säugetiere des westlichen Indonesiens.

## Leben
1986 erlangte Meijaard den Bachelor-Abschluss in Umweltwissenschaften an der Universität Wageningen. 1990 erhielt er einen weiteren Bachelor-Abschluss in Biologie an der Universität Amsterdam. Von 1990 bis 1994 studierte er Tropenökologie an der Universität Wageningen und an der Universität Amsterdam, wo er zum Master of Science graduiert wurde. Nach einem Studium an der Australian National University ab dem Jahr 2000 wurde er im Jahr 2004 zum Ph.D. in biologischer Anthropologie promoviert. Von April 1994 bis Juni 1997 arbeitete er als Ökologe beim Tropenbos Kalimantan Project in Indonesien, wo er bei der Untersuchung der Verbreitungsmuster großer Säugetiere in Borneo und Sumatra, bei Investigationen über den illegalen Artenhandel und bei der Konfiszierung illegal gehaltener Wildtiere involviert war. Von Oktober 1997 bis Januar 1999 war er Programmkoordinator der niederländischen Sektion des World Wildlife Fund (WNF). Er plante und leitete Projekte in Indonesien mit dem Ziel der Erhaltung von Wäldern, Korallenriffen und gefährdeten Tierarten und er koordinierte die bilaterale Zusammenarbeit zwischen WNF und WWF Indonesien. 1999 erschien im Auftrag der Naturschutzorganisation Tropenbos International das Buch Our Vanishing Relative: The Status of Wild Orang-Utans at the Close of the Twentieth Century, ein Report über den Rückgang der Orang-Utan-Bestände. Von Juni 2002 bis Mai 2004 war er Berater beim Center for International Forestry Research (CIFOR, Indonesien). Er war Mitherausgeber und Mitverfasser des Buchs Life after logging: reconciling wildlife conservation and production forestry in Indonesian Borneo, das 2005 veröffentlicht wurde und er verfasste zahlreiche Artikel über die Wirbeltierdiversität in Kalimantan Timur und die Auswirkungen der Nutzholzernte und andere Faktoren in Zusammenhang mit Rodungen auf den Artenreichtum. Von März 2006 bis Juli 2009 war er an verschiedenen Indonesien-Programmen der Naturschutzorganisation The Nature Conservancy beteiligt. Dazu gehörten alle Borneo-Projekte des Orangutan Conservation Support Program (OCSP) und die Leitung der Waldschutzprogramme in Borneo, Sulawesi und Papua. Seit 2009 ist er Forstdirektor des Waldprogramms von The Nature Conservancy. Von Januar 2012 bis Dezember 2014 war er Gastforscher beim Center for International Forestry Research, wo er mit Studenten an einer Vielzahl von Waldforschungsprojekten arbeitete. Von August 2009 bis Juni 2015 war er leitender Berater für Umweltplanung, nachhaltiges Waldmanagement, Tierschutz, Bergbau, Plantagenmanagement, Organisationsplanung, Budgetierung und das REDD+-Programm von People & Nature Consulting International. Im März 2011 gründete er das Umweltinstitut Borneo Futures, das sich für eine bessere Informationsvermittlung über gefährdete Arten und nachhaltige Landwirtschaftsnutzung auf Borneo einsetzt. Im Jahr 2015 war Meijaard Professor an der Universität von Brunei Darussalam. Von Februar 2016 bis Juni 2017 war er Direktor des Umweltschutzunternehmens Habitat Hutan Alam Indonesia in Jakarta. Seit Juni 2017 ist er Honorarprofessor am Centre of Excellence for Environmental Decisions (CEED) der University of Queensland. 
Im Jahr 2004 legte Meijaard mit Colin Groves eine Revisionsstudie über die Gattung Tragulus in der Familie der Hirschferkel vor. Vom Großkantschil (Tragulus napu) wurden acht Unterarten anerkannt, statt zuvor 27, und der Vietnam-Kantschil (Tragulus versicolor), der lange als Unterart des Großkantschils galt, wurde in den Artstatus erhoben. Nur ein Jahr später beschrieb Meijaard mit Groves den Gelbstreifenkantschil (Moschiola kathygre). Im Jahr 2011 verfasste Meijaard das Kapitel über die Hirschferkel und er war Mitverfasser über das Kapitel der Schweine (Suidae) im zweiten Band des Handbook of the Mammals of the World. Im Jahr 2017 gehörte Meijaard zu den Erstbeschreibern des Tapanuli-Orang-Utan (Pongo tapanuliensis). Im gleichen Jahr veröffentlichte Meijaard eine Studie über den Thailand-Kantschil (Tragulus williamsoni). Er galt lange als Synonym beziehungsweise Unterart des Kleinkantschils (Tragulus kanchil), die Schädelgröße des im Jahr 1916 gesammelten Typusexemplares und neue Informationen über ein Exemplar aus Xishuangbanna, Provinz Yunnan, China, veranlassten Meijaard, ihn als eigenständige Art zu betrachten.
Anfang 2024 veröffentlichte Meijaard einen alarmierenden Bericht über den dramatischen Rückgang südostasiatischer Schweinearten durch den Erreger des Afrikanischen Schweinefiebers.

## Privates
Meijaard ist mit der Biologin Rona Anne Dennis verheiratet. Das Paar hat eine Tochter.